# Raymond Keene
Raymond Dennis Keene OBE foi o primeiro britânico a obter uma norma para Grande Mestre e o segundo britânico a alcançar o título, depois de Tony Miles. Representou seu país em oito olimpíadas de xadrez e se retirou do xadrez competitivo em 1986 para se dedicar a organização de torneios. Participou da organização dos campeonatos mundiais de 1986, 1993 e 2000, todos em Londres. Ele é também um correspondente do The Times desde 1985 e um prolífico autor tendo escrito mais de 100 livros de xadrez. Foi agraciado com a Ordem do Império Britânico por seus serviços ao xadrez, em 1985.
Keene é uma figura controversa no mundo do xadrez, e tem se envolvido em disputas com outras figuras como Tony Miles, Viktor Korchnoi, John Donaldson e David Levy. Seus negócios e a qualidade de seus livros também tem sido alvo de críticas.

## Carreira
Keene venceu em Londres o Campeonato Britânico sub-18 em 1964, e representou a Inglaterra no Campeonato Mundial Júnior de Xadrez de 1965 e 1967 em Barcelona e Jerusalém, respectivamente. Após se graduar na Dulwich College e Trinity College, onde estudou línguas com pós-graduação em Mestre das Artes, Keene escreveu seu primeiro livro de xadrez enquanto estudando em Cambridge, e venceu o Campeonato Britânico de Xadrez de 1971, em Blackpool. Como resultado, foi concedido o título de Mestre Internacional de Xadrez em 1972, sendo o primeiro britânico a obtê-lo desde Jonathan Penrose em 1961. 